# Sungu, Muş
Sungu là một thị trấn thuộc thành phố Muş, tỉnh Muş, Thổ Nhĩ Kỳ. Dân số thời điểm năm 2011 là 5.756 người.